# Heinrich Kolischer

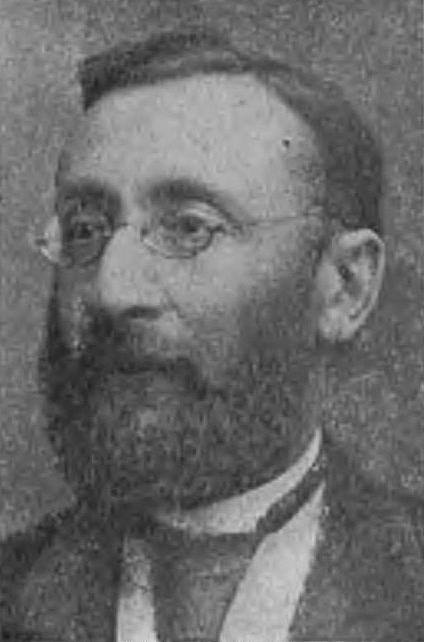
Henryk Kolischer

Heinrich Kolischer (* 31. Dezember 1853 in Lemberg; † 10. Juni 1932 in Wien), auch als Henryk Kolischer bekannt, war ein jüdischer Industrieller, Bankier und Politiker in Österreich-Ungarn und der Zweiten Polnischen Republik. Er war ein führender Vertreter des Antizionismus und ein Befürworter jüdischer Assimilation.

## Leben
Kolischer studierte Medizin in Göttingen,  Agrarwissenschaft an der Universität Wien und erwarb zudem Fachkenntnisse in den Wirtschaftswissenschaften. Er promovierte 1876 in Wien mit einer Arbeit zu Rodbertus' Ansichten über den landwirthschaftlichen Hypothekenkredit. Eine von ihm betriebene Papiermühle entwickelte sich zu einer der größten in Galizien.
Von 1897 bis 1918, in der IX. bis XII. Legislaturperiode, war er Mitglied des österreichischen Abgeordnetenhauses. Als Vertreter einer polnisch-nationalen Haltung wurde Kolischer einer der profiliertesten Mitglieder des Polenklubs im Reichsrat und trat als Wirtschaftsfachmann der Gruppierung auf. Seine antizionistische Position entfremdete ihn von einem Großteil der jüdischen Bevölkerung Galiziens. So sprach sich Kolischer beispielsweise gegen die Einrichtung eines eigenständigen jüdischen Parlaments in der Bukowina aus.
Nach der Auflösung Österreich-Ungarns 1918 wurde Kolischer automatisch Mitglied des I. Sejm der Zweiten Polnischen Republik, in dem er bis 1922 Abgeordneter blieb. Er trat einer konservativen Parlamentsgruppe bei, dem Klubu Pracy Konstytucyjnej, und agierte als deren Finanzexperte. In dieser Zeit verschärfte sich seine Gegnerschaft zu jenen jüdischen Abgeordneten des Parlaments, die sich als Vertreter einer eigenständigen Identität des polnischen Judentums verstanden.
Kolischer, der auch als Präsident der Handelskammer Lemberg wirkte, verstarb am 10. Juni 1932 im Wiener Cottage-Sanatorium für Nerven- und Stoffwechselkranke. Er wurde in der Alten jüdischen Abteilung des Wiener Zentralfriedhofs begraben, später exhumiert und auf dem jüdischen Friedhof Lemberg wiederbestattet.

## Auszeichnungen
- Ritter des Ordens der Eisernen Krone
- Komtur des Franz-Joseph-Ordens mit dem Stern
- Komtur des Ordens Polonia Restituta[4]

## Schriften
- Rodbertus' Ansichten über den landwirthschaftlichen Hypothekenkredit. Erstes Hauptstück einer Arbeit über Verschuldung und Ueberschuldung des ländlichen Grundbesitzes. Dissertation. Universität Wien, Wien 1876. 32 Seiten (Teildruck).